# Eublemma ochrochroa
Eublemma ochrochroa là một loài bướm đêm trong họ Erebidae.